# Omolade Akinremi

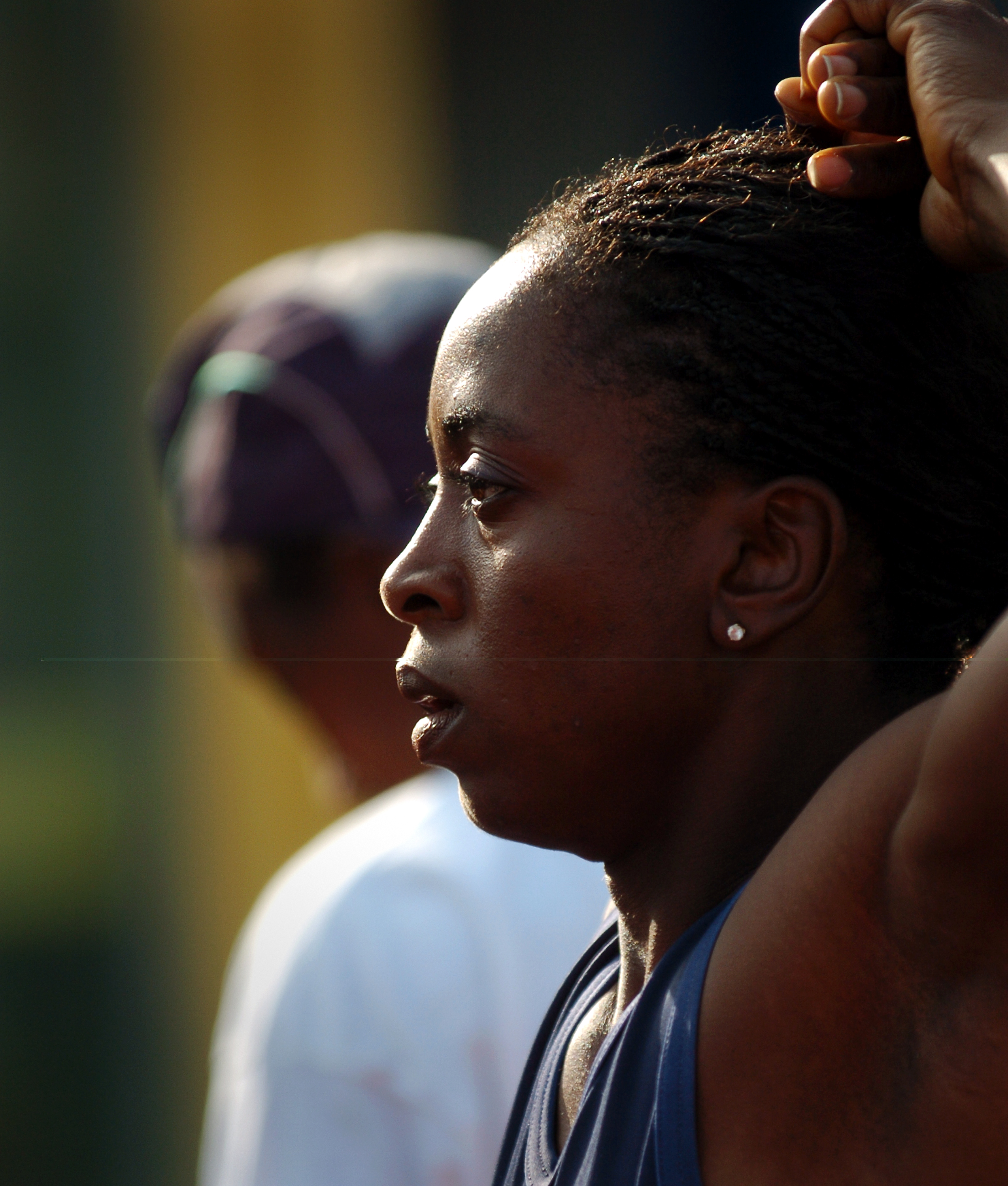
Akinremi tại Thế vận hội quân sự 2003.

Omolade Akinremi (sinh ngày 13 tháng 9 năm 1974) là một người vượt rào ở Nigeria đã nghỉ hưu. Bà đã tham gia cuộc thi vượt rào 400 mét nữ tại Thế vận hội Mùa hè 1996. Nghề nghiệp của bà là vận động viên điền kinh.

## Thành tích
| Năm                  | Giải đấu                   | Địa điểm                           | Thứ hạng             | Nội dung             | Chú thích            |
| Representing Nigeria | Representing Nigeria       | Representing Nigeria               | Representing Nigeria | Representing Nigeria | Representing Nigeria |
| -------------------- | -------------------------- | ---------------------------------- | -------------------- | -------------------- | -------------------- |
| 1990                 | World Junior Championships | Plovdiv, Bulgaria                  | 3rd                  | 400m hurdles         | 56.97                |
| 1990                 | World Junior Championships | Plovdiv, Bulgaria                  | 1st (h)              | 4 × 400 m relay      | 3:33.56              |
| 1990                 | African Championships      | Cairo, Ai Cập                      | 3rd                  | 400 m                | 57.97                |
| 1991                 | All-Africa Games           | Cairo, Ai Cập                      | 2nd                  | 400 m hurdles        | 58.16                |
| 1992                 | African Championships      | Belle Vue Maurel, Mauritius        | 3rd                  | 400 m                | 53.14                |
| 1992                 | African Championships      | Belle Vue Maurel, Mauritius        | 3rd                  | 400 m hurdles        | 57.43                |
| 1993                 | Universiade                | Buffalo, United States             | 7th                  | 400 m hurdles        | 58.47                |
| 1993                 | Universiade                | Buffalo, United States             | 3rd                  | 4 × 400 m relay      | 3:34.97              |
| 1994                 | Commonwealth Games         | Victoria, British Columbia, Canada | 10th (sf)            | 400 m                | 53.20                |
| 1994                 | Commonwealth Games         | Victoria, British Columbia, Canada | –                    | 4 × 400 m relay      | DQ                   |
| 1995                 | World Championships        | Gothenburg, Thụy Điển              | 25th (h)             | 400 m                | 51.79                |
| 1995                 | World Championships        | Gothenburg, Thụy Điển              | 6th                  | 4 × 400 m relay      | 3:27.85              |
| 1995                 | Universiade                | Fukuoka, Japan                     | 4th                  | 400 m hurdles        | 56.11                |
| 1995                 | All-Africa Games           | Harare, Zimbabwe                   | 1st                  | 400 m hurdles        | 56.1                 |
| 1999                 | All-Africa Games           | Johannesburg, South Africa         | 6th                  | 400 m hurdles        | 59.53                |
| 2003                 | All-Africa Games           | Abuja, Nigeria                     | 1st                  | 400 m hurdles        | 56.98                |
| 2004                 | African Championships      | Brazzaville, Republic of the Congo | 7th                  | 400 m hurdles        | 59.08                |

### Thành tích cá nhân tốt nhất
- Vượt rào 400 mét - 55,98 giây (2001)
- 400 mét - 53,09 giây (2001)